# Albert Uderzo
Albert Uderzo (Fismes, 25 de abril de 1927 – Neuilly-sur-Seine, 24 de março de 2020) foi um desenhista de história em quadrinhos e cineasta francês. Ele é mais conhecido por ter co-criado os personagens Asterix e Humpá-Pá.

## Biografia

### Naturalidade e filiação
Uderzo nasceu em Fismes, Marne, filho dos imigrantes italianos Silvio (de origem vêneta) e Iria Crestini (de origem toscana).

### Aptidão para a futura carreira como quadrinista
Durante a infância Uderzo desejava ser mecânico de aviões, embora já exibisse algum talento para as artes.

### A adaptação pessoal em outra região e a adaptação para a futura carreira
Durante a Segunda Guerra Mundial, o jovem Uderzo deixou Paris e viajou para a Bretanha, onde trabalhou em uma quinta, e ajudou o seu pai no negócio de mobílias.
Anos mais tarde, ao optar-se por uma localização adequada para a aldeia gaulesa central da série Asterix, René Goscinny deixou essa decisão a Uderzo, que prontamente optou pela Bretanha.

### A carreira definitiva

#### O início
Uderzo iniciou a sua carreira de artista em Paris depois da guerra, em 1945, com Flamgerge ou Clopinard, um pequeno idoso perneta que venceu todas as contrariedades.
Já em 1947-1948, criou novos personagens, tais como Belloy e Arys Buck.

#### Uderzo e Goscinny

##### O início da parceria de ambos
Uderzo conheceu Goscinny em 1951. Tornaram-se grandes amigos, e em 1952 decidiram trabalhar juntos na delegação de Paris da empresa belga World Press. Os seus primeiros trabalhos foram Oumpah-pah, Jehan Pistolet e Luc Junior. Em 1958, as aventuras de Oumpah-pah foram adaptadas e publicadas na revista Le Journal de Tintin, até 1962.

##### Crescimento da parceria e o surgimento da sérieAsterix
Em 1959, Goscinny tornou-se um editor e Uderzo um diretor artístico da revista de banda desenhada para crianças Pilote criada em 29 de outubro. A primeira edição da revista publicou pela primeira vez a série Asterix, a qual tornou-se um êxito na França. Em 1961, após dois anos a serem publicadas na revista Pilote, as histórias da exitosa nova série foram publicadas individualmente em livro — o primeiro, chamando-se Asterix, o Gaulês.

##### A série fixa-se
Em 1967, depois do êxito do primeiro livro, ambos os autores decidiram dedicar-se apenas a essa série.
Mesmo depois da morte prematura de Goscinny em 1977, Uderzo seguiu a ilustrar os livros da série (a uma média de um álbum a cada três a cinco anos, comparados aos dois livros, por ano, em vida de Goscinny). A autoria dos livros ainda indica Goscinny e Uderzo.

#### Outras colaborações pessoais de Uderzo
Paralelamente, Uderzo veio a trabalhar também com Jean-Michel Charlier na série Michel Tanguy mais tarde chamada As Aventuras de Tanguy e Laverdure.
Colaborou também na autoria de Uderzo na revista de banda desenhada Foguetão (1961), dirigida por Adolfo Simões Müller.

## Morte
Morreu do dia 24 de março de 2020, aos 92 anos, em decorrência de um ataque cardíaco.

## Prémios
- 1985: Cavaleiro da Legião de Honra
- 2005: Will Eisner Award Hall of Fame Estados Unidos